# Dichanthium paranjpyeanum
Dichanthium paranjpyeanum är en gräsart som först beskrevs av R.K. Bhide, och fick sitt nu gällande namn av Clayton. Dichanthium paranjpyeanum ingår i släktet Dichanthium och familjen gräs. Inga underarter finns listade i Catalogue of Life.